# Leonardo Véliz
Leonardo Iván Véliz Díaz (Valparaíso, 3 de septiembre de 1945) es un exfutbolista y exentrenador de fútbol base chileno. Jugó como delantero en clubes de Chile y por la selección chilena, con la cual participó en la Copa Mundial de 1974 y después fue su técnico en las categorías sub-17 y sub-20. 

## Trayectoria

### Como jugador
Estudiando en el Liceo Eduardo de la Barra, comenzó a jugar en el Club Atlético Juventud Unida (más conocido como CAJU), de la Asociación Barón de su natal Valparaíso. Jugó en la posición de delantero, puntero (wing) izquierdo, en los equipos de Everton en 1963, en Unión Española y en Colo-Colo de la Primera División de Chile.
Fue uno de los goleadores de Colo-Colo, donde jugó en seis temporadas: desde 1972 a 1974 y desde 1979 a 1981 marcando 23 goles en los torneos oficiales, 2 goles en la Copa Libertadores y 1 gol en la Copa Chile. En 1973 y 1975 jugó en Colo-Colo y Unión Española, respectivamente, la final de la Copa Libertadores de América titulándose subcampeón, cayendo en ambas finales en un tercer partido definitorio en cancha neutral, ante Club Atlético Independiente de Argentina.

### Como entrenador
Dirigió a las selecciones Sub-17 y Sub-20 de Chile. En la primera, ha sido el más destacado en su historia, ya que dirigió al equipo que logró el tercer lugar en la Copa Mundial de 1993, y en la segunda, al que compitió en la Copa Mundial de 1995. También tuvo pasos por los equipos de Everton, Santiago Wanderers y Unión Española.
Entre 1998 y 2000 fue el jefe de la cantera en el club Sporting de Lisboa de Portugal, donde formó principalmente a los jugadores Cristiano Ronaldo, Ricardo Quaresma y Hugo Viana.

## Participación en política
En 2004 fue elegido concejal por la comuna de Santiago, como independiente en cupo PPD.
En las elecciones parlamentarias de 2009 se presentó como candidato a diputado por el distrito 11, como independiente dentro del pacto de centroizquierda Nueva Mayoría para Chile, pero no resultó elegido. En enero de 2010 se sumó al comando del candidato presidencial Sebastián Piñera.

## Clubes

### Como jugador
| Club           | País  | Año       |
| -------------- | ----- | --------- |
| Everton        | Chile | 1964-1967 |
| Unión Española | Chile | 1968-1971 |
| Colo-Colo      | Chile | 1972-1974 |
| Unión Española | Chile | 1975-1978 |
| Colo-Colo      | Chile | 1979-1981 |
| O'Higgins      | Chile | 1982      |

### Como entrenador
| Club               | País  | Año       |
| ------------------ | ----- | --------- |
| Selección Sub-17   | Chile | 1991-1993 |
| Selección Sub-20   | Chile | 1992-1995 |
| Everton            | Chile | 1996-1997 |
| Santiago Wanderers | Chile | 1998      |
| Unión Española     | Chile | 2001-2002 |

## Palmarés

### Como jugador

#### Campeonatos nacionales
| Título           | Club           | País  | Año  |
| ---------------- | -------------- | ----- | ---- |
| Primera División | Colo-Colo      | Chile | 1972 |
| Copa Chile       | Colo-Colo      | Chile | 1974 |
| Primera División | Unión Española | Chile | 1975 |
| Primera División | Unión Española | Chile | 1977 |
| Primera División | Colo-Colo      | Chile | 1979 |
| Primera División | Colo-Colo      | Chile | 1981 |

## Historial electoral

### Elecciones municipales de 2004
- Elecciones municipales de 2004, Santiago[3]

(Se consideran sólo candidatos con sobre el 1% de votos y candidatos electos como concejales, de un total de 20 candidatos)
| Candidato                 | Pacto              | Partido  | Votos  | %     | Resultado                                    |
| ------------------------- | ------------------ | -------- | ------ | ----- | -------------------------------------------- |
| María Estela León         | Alianza por Chile  | UDI      | 43 249 | 41,37 | Concejal                                     |
| Ximena Lyon Parot         | Concertación       | PDC      | 19 780 | 18,92 | Concejal                                     |
| Jaime Tohá Lavanderos     | Concertación       | Ind. PS  | 7794   | 7,45  | Concejal (Renunció al cargo)                 |
| Leonardo Véliz Díaz       | Concertación       | Ind. PPD | 5997   | 5,74  | Concejal                                     |
| Ismael Calderón Larach    | Concertación       | PS       | 5236   | 5,01  | Concejal (Asume tras renuncia de Jaime Tohá) |
| Claudia Pascual Grau      | Juntos Podemos Más | PC       | 3344   | 3,20  |                                              |
| Miriam Señoret Soto       | Concertación       | PRSD     | 2633   | 2,52  |                                              |
| Álvaro Undurraga Julio    | Alianza por Chile  | RN       | 2229   | 2,13  | Concejal                                     |
| Gerardo Guzmán Torres     | Concertación       | PDC      | 2030   | 1,94  | Concejal                                     |
| Rolando Jiménez Pérez     | Concertación       | Ind. PPD | 2030   | 1,94  |                                              |
| Felipe Alessandri Vergara | Alianza por Chile  | RN       | 1993   | 1,91  | Concejal                                     |
| Claudio Flores Aqueveque  | Concertación       | PDC      | 1623   | 1,55  |                                              |
| Hernán Bustos Rodríguez   | Juntos Podemos Más | PH       | 1407   | 1,35  |                                              |
| Juan Jorge Lazo Rodríguez | Alianza por Chile  | UDI      | 1072   | 1,03  | Concejal                                     |

### Elecciones parlamentarias de 2009
- Elecciones parlamentarias de 2009 a Diputado por el distrito 11 (Calle Larga, Catemu, Llay-Llay, Los Andes, Panquehue, Putaendo, Rinconada, San Esteban, San Felipe y Santa María)[4]

| Candidato                    | Pacto                                             | Partido | Votos  | %     | Resultado |
| ---------------------------- | ------------------------------------------------- | ------- | ------ | ----- | --------- |
| Marco Antonio Núñez Lozano   | Concertación y Juntos Podemos, por más democracia | PPD     | 49 801 | 46,55 | Diputado  |
| Gaspar Alberto Rivas Sánchez | Coalición por el Cambio                           | RN      | 21 634 | 20,22 | Diputado  |
| Juan Antonio Coloma Álamos   | Coalición por el Cambio                           | UDI     | 21 209 | 19,82 |           |
| Claudio Rodríguez Cataldo    | Independientes (Fuera de Pacto)                   | IND     | 5937   | 5,55  |           |
| Daniel Garrido Quintanilla   | Concertación y Juntos Podemos, por más democracia | PC      | 3917   | 3,66  |           |
| Leonardo Véliz Díaz          | Nueva Mayoría para Chile                          | ILC     | 3413   | 3,19  |           |
| Ricardo Georges Cid          | Nueva Mayoría para Chile                          | PH      | 1081   | 1,01  |           |